# Šans
Šans (Шанс) è un film del 1984 diretto da Aleksandr Majorov.

## Trama
Grazie all'elisir, diverse persone anziane sono ridiventate giovani. Ma non tutti ne erano contenti.